# Gotere
Goterne (gotisk: Gut-þiuda, oldnordisk: gutar/gotar; tysk: Goten; latin: gothi; græsk: Γότθοι, tr. gótthoi) var et germansktalende folk, der boede ved Wislas udmunding i Østersøen i det 1. århundrede e.Kr. De var kendt i middelhavsområdet som gotoner (også skrevet: gutoner; på gotisk: gutans). Navnet udledes af det gotiske ord giutan (= "støbe", "gyde") eller af formen gutans (= "støbt" eller "udgydt"). Folkenavnet kan altså betyde "udgyderne". I den anden halvdel af det 2. århundrede drog en stor del af goterne mod sydøst i retning af Sortehavet. Der var sandsynligvis tale om flere adskilte grupperinger, men fra det 3. århundrede hører man i romerske kilder om to større grupper, tervingerne ("skovfolket") mod vest og greutungerne ("Folket fra stepperne") mod øst.
En stor del af greutungerne og andre gotiske grupper blev i årene efter 375 undertvunget af hunnerne. Efter Attilas død slap goterne efterhånden fri af det hunniske overherredømme, og nogle af dem fik lov til at bosætte sig i det Østromerske rige. I 480'erne sluttede de sig sammen med andre goter på Balkan og blev til ostrogoterne ("de strålende goter"). Efter aftale med den østromerske kejser erobrede de Italien i 489-493 under ledelse af Teoderik den Store. Det ostrogotiske rige i Italien begyndte dog at falde fra hinanden straks efter Teoderiks død. Under kejser Justinian indledte østromerne en generobring af Italien, som resulterede i en reel udslettelse af ostrogoterne.
Store grupper af tervinger og greutunger søgte tilflugt i Romerriget, da de blev angrebet af hunnerne. Romerne forsøgte at forhindre en samlet bosættelse, men efter goterkrigen fik goterne status som foederati i 382. I 408 invaderede de det Vestromerske rige, og folket – nu omtalt som visigoter ("de gode goter") – indledte en længere vandring, der endte med, at de fik overdraget land til et i praksis selvstændigt rige i det sydlige Gallien. Visigoterne erobrede efterhånden Sydfrankrig og store dele af Spanien men efter at have tabt et afgørende slag til frankerne i 507, koncentrerede de sig om Spanien, hvor de regerede, indtil maurerne erobrede området i 711.
Blandt de tilbageblevne goter ved Sortehavet var der en lille del, som boede på halvøen Krim. Helt frem til slutningen af det 18. århundrede har man derfra efterretninger om folk, der talte et gotisk sprog ("Krimgotisk").

## Historie

### Goternes oprindelse
Vor viden om goterne er baseret på beretninger skrevet på andre sprog, primært latin. Det gotiske skriftsprog opstod først i midten af det 4. århundrede, og man har ingen eksempler på, at det er blevet brugt i andet end kirkelige sammenhænge. Goterne figurerer i geografiske værker fra det første århundrede, og derefter typisk når de dukker op som romernes fjender, men en egentlig historieskrivning om dem opstår først med Ablabius. Han var formentlig ansat ved den visigotiske konges hof omkring år 500, og han skrev et værk, der senere blev benyttet af historieskriverne Cassiodorus og Jordanes. Den tidligste gotiske historie er dermed baseret dels på mundtlige traditioner dels på arkæologiske fund og endelig på de sammenhænge, sprogforskere har kunnet tilvejebringe. I følge Jordanes ankom goterne i tre skibe fra Skandinavien til nordkysten af det nuværende Polen år 1490 f.Kr. ledet af deres konge Berig. Tidsfæstelsen kommer af at Jordanes har en vældig historie om, at goterne derefter deltager i den trojanske krig. Der kan sagtens være en kerne af sandhed i den skandinaviske forbindelse – bortset fra tidsangivelsen – men arkæologisk lader den sig imidlertid ikke bevise. Den kultur, der opstår omkring Wisla-flodens udmunding ved begyndelsen af vor tidsregning (Wielbarkkulturen), har syv karakteristika i sine fund, og kun ét af dem – stensætningen omkring gravpladser – kan genfindes i Skandinavien. Tilbage står de navnemæssige sammenfald. Navnet goter (gotones, gutones) mener lingvister er en latinsk version af goternes eget navn på sig selv, *gutans, hvilket er formelt identisk med folkenavnet gutar på øen Gotland i Sverige. I islandske kilder bruges navet gotar både om goter og gotlændinge. Navnet gutar er det tilsvarende oldsvenske og olddanske ord for både goter og gotlændinge. Både gutar og goter udledes af oldgermansk gutaniz.

### Goterne ved Wisla
I begyndelsen af det 1. århundrede opstod der en ny kultur ved mundingen af Wisla i et område, der ellers havde været præget af Oksywiekulturen. I 1874 fandt man ved byen Wielbark et begravelsesområde, der viste sig at indeholde omkring 3.000 grave. I begyndelsen omtalte man den fundne kultur som den "gotisk-gepidiske" kultur men i erkendelse af, at man ikke kan bevise nogen sammenhæng, er man siden 1970'erne gået over til at omtale kulturen som Wielbarkkulturen, et navn introduceret af den polske arkæolog Ryszard Wołągiewicz. I løbet af det 2. århundrede bredte kulturen sig sydover, primært langs østsiden af Wisla, og fra årene 180-230 har man tilsvarende fund i Volhynien og det nordlige Ukraine. Denne bevægelse svarer til, hvad der fortælles om hos Jordanes og i de gamle gotiske sange, hvilket bestyrker teorien om en sammenhæng mellem goterne og Wielbarkkulturen. Den romerske historiker og embedsmand Tacitus skrev i sin bog Germania fra 98 om goterne:
| Citat | På den anden side af lygerne bor goterne, som bliver regeret af en konge, og som derfor bliver kontrolleret noget mere strengt end andre germanske folkeslag, men dog ikke så strengt, at det udsletter al deres frihed. Ved havets kyst og lige op ad dem bor rugierne og lemovierne, og det runde skjold, et kort sværd og kongestyre er typisk for alle disse folk. | Citat |
|       | |       |

Peter Heathers forklaring, på hvorfor goterne brød op fra området ved Wisla og begyndte flytningen mod sydøst, er først og fremmest økonomisk: Jorden i det nordlige Ukraine er væsentlig bedre til landbrug end jorden ved Wislas munding, og jo tættere man kom til romerrigets grænser, jo flere penge var der i omløb. De stammer, der havde direkte kontakt med romerne, var markant mere velstående end perifere stammer som goterne, og ved Sortehavet lå der rige byer, som goterne kendte i forvejen, fordi de lå på ruterne for handelen med rav.

### Goterne ved Sortehavet
Goternes indtrængen i området nord for Sortehavet i begyndelsen af det 3. århundrede markerer også deres første større konflikt med romerne. Provinsen Moesia ved Donaus udløb i Sortehavet blev angrebet i 238, og byen Histria blev plyndret. I 249 gik goterne igen over Donau og plyndrede byen Marcianopel i det nuværende Bulgarien. Det følgende år gennembrød goterne forsvarslinjen til provinsen Dacia, og de fortsatte over Donau, hvor de i 251 besejrede den romerske felthær under kejser Decius. Både kejseren og hans søn blev dræbt i slaget. Efter flere mindre indfald over grænsen gik goterne over til at angribe fra søsiden. I 255-257 angreb de byer langs Sortehavet og efter at have opbygget en stor flåde, plyndrede de i årene 268-270 i det østlige Middelhav. Den romerske flåde fik nedkæmpet goterne og deres forbundsfæller, og de viste sig ikke senere i Middelhavet, men plyndringerne langs kysten havde været voldsomme og omfattende. De indtrængende styrker langs grænsen blev også slået tilbage, men der var behov for at skabe en mere holdbar forsvarslinje. Derfor opgav kejser Aurelian i 275 provinsen Dacia, bortset fra nogle fæstninger umiddelbart nord for Donau, hvorved den romerske grænse mod goterne og de øvrige "barbarer" blev stabiliseret.
Goternes bosættelse ved Sortehavet falder tidsmæssigt sammen med de arkæologiske fund, der omtales som Chernjachovkulturen. Denne kultur var i endnu højere grad end Wielbarkkulturen en blandingskultur, hvilket indikerer, at området ikke blot blev beboet af goter men også af andre germanske stammer. Hos Jordanes er der en beretning om, at det tredje af kong Berigs skibe var bemandet med gepider, der omtales som goternes slægtninge. Af den romerske historieskrivning fra 250'erne fremgår det, at der i disse år dukkede tre nye germanske grupperinger op: Gepiderne, herulerne og taifalerne. Der kan være tale om gamle germanske stammer, som romerne blot ikke havde hørt om tidligere, men det kan også dreje sig om nye sammenslutninger på basis af andre stammer. Chernjachovkulturens gravpladser havde lige som Wielbarkkulturens en blanding af kremeringer og almindelige begravelser. Mændene havde ikke våben med i gravene, og kvindedragterne havde i begge kulturer en karakteristisk udformning, hvor dragten blev holdt sammen af en broche(fibula) på hver skulder. De træk, der adskilte de to kulturer, var blandt andet byggestilen, hvor Chernjachovkulturen blandede Wielbarkkulturens langhuse med delvist nedgravede grubehuse. Desuden var Wielbarkkulturens håndlavede skåle og krukker blevet skiftet ud med køkkengrej af romersk tilsnit, fremstillet på drejeskiver.

### Det 4. århundrede - hunnerne kommer
De første 75 år af det 4. århundrede hører man ikke meget til goterne i de romerske beretninger. Dette kan overraske, når man tager i betragtning, at der var tale om en – selv efter romerske forhold – meget stor befolkningsgruppe. Forskere som Peter Heather forklarer det med, at goterne formentlig var delt op i adskillige grupperinger. Blandt de mange bopladser, der er fundet, har man udgravet seks større bebyggelser, der hver især kan have været sæde for en høvding. De romerske kilder nævner to større grupper: Tervinger og greutunger, der levede henholdsvis i den vestlige og østlige del af området. I de romerske kilder optræder navnet tervinger første gang i 291. De adskilte sig blandt andet fra de øvrige goter ved, at deres leder ikke var høvding eller konge, men "dommer". De tervinger, der boede langs Donau, havde en del kontakt med romerne. I 332 drog kejser Konstantin i spidsen for en hær over Donau, hvor han overvandt tervingerne og fik dem til at anerkende romersk overhøjhed. Tervingerne skulle levere tropper til den romerske hærs felttog, og dommerens søn skulle være gidsel som sikkerhed for deres lydighed. Til gengæld fik dommeren hvert år en sum penge fra romerne til uddeling blandt sine tilhængere. I 360'erne følte tervingerne sig stærke nok til at få afhængighedsforholdet omstødt og efter et delvist mislykket romersk felttog nord for Donau i årene 367-369, blev der lavet en ny traktat. Tervingerne var herefter ikke længere under romersk overhøjhed, men til gengæld forsvandt de årlige udbetalinger, og handelen på tværs af Donau blev stærkt reduceret.
Mens tervingerne er sparsomt omtalt i de nævnte 75 år, må man med hensyn til greutungerne i endnu højere grad støtte sig til arkæologien. Fundene i deres bebyggelser viser, at de havde omfattende handel med tervingerne (for eksempel glasvarer, sølvtøj og kamme), men man kan ikke ud fra fundene sige noget præcist om deres politiske strukturer. Greutungerne boede i området mellem floderne Dnestr og Don. Nord og øst for dem – mellem Don og Volga – boede alanerne, og på den anden side af Volga boede hunnerne. Historien spidsede til, da hunnerne omkring 370 angreb alanerne. Alanerne kunne ikke modstå angrebet, og de måtte underkaste sig og blive en del af den hunniske folkeflytning mod vest. Hunnerne og alanerne angreb herefter greutungerne. Jordanes er en af de to vigtige kilder til begivenhederne, men hans beretning er skrevet langt senere. Ifølge Jordanes blev greutungerne regeret af kong Ermanarik, der døde i en alder af 110 år, hvorefter hunnerne kunne undertvinge hans folk. Romeren Ammanianus Marcellinus, der tidsmæssigt er meget tættere på begivenhederne, skriver også om Ermanarik, men lader ham gå frivilligt i døden frem for at kæmpe mod hunnerme. Man mener, at Ermanarik døde omkring 375, og hans efterfølger Vithimir blev dræbt i kamp kort tid efter, hvorpå de resterende greutunger søgte beskyttelse hos tervingerne vest for Dnestr. Tervingerne forsøgte at sikre grænsen mod de alanske og hunniske plyndringstogter, men uden held. Dommeren Athanarik trak sig tilbage mod vest gennem Karpaterne, men en stor befolkningsgruppe under Fritigern og Alavivus søgte mod Donau. De sendte i 376 udsendinge til kejser Valens i Antiochia for at få lov til at bosætte sig syd for Donau. Tilladelsen blev givet men på hårde vilkår, mens et tilsvarende ønske fra greutungerne blev afvist. Kejseren og det meste af felthæren var optaget af en krig mod perserne, så romerne havde svært ved at styre de goter, der ankom. I 377 tog greutungerne chancen og overskred Donau uden tilladelse. I foråret 377 udviklede situationen sig til egentlig krig mellem goter og romere, og seks sæsoner i træk var den romersk hær i felten for at nedkæmpe goterne. I begyndelsen gik det dårligt for romerne: I slaget ved Adranopel, 9. august 378 blev den østlige romerske hær næsten udslettet af en kombineret gotisk hær bestående af tervinger og greutunger. Kejser Valens døde i slaget, der af Amminianus betegnes som den værste katastrofe for den romerske hær siden Cannae. Den vestlige romerske hær under kejser Gratian fik stabiliseret situationen de følgende år, og i 382 blev der sluttet fred, hvorefter goterne fik lov til at bosætte sig på Balkan. Styrkeforholdet mellem goter og romere havde ændret sig, hvorved de tilflyttende goter fik lov til at beholde deres egne ledere, og når de skulle deltage i romerske krige, var det som en samlet gruppe under gotisk kommando.

### Nye gotiske grupperinger
Hunnernes og alanernes angreb medførte omfattende ændringer i goternes bosættelse og opdeling. Generelt kan man sige, at fem grupper (1-3, 7-8) forsøgte at redde (eller kæmpe) sig i sikkerhed i Romerriget i perioden 376-405. Fire andre grupper (4-5, 9-10) blev underlagt hunnerne. Gruppe 5 kom under romersk beskyttelse i 420'erne, men de tre øvrige løsrev sig først i forskelligt tempo efter Attilas død. Athanariks tervinger (6) – der forblev nord for Donau – forsvandt i Karpaterne omkring 385, og to mindre grupper (11-12) blev boende nord for Sortehavet:
| Gruppe | Navn                         | Senere gruppe              | Kommentar                                                                  |
| ------ | ---------------------------- | -------------------------- | -------------------------------------------------------------------------- |
| 1      | Tervinger under Fritigern    | Visigoter                  | Fik tilladelse til bosættelse i Romerriget i 376                           |
| 2      | Greutunger under Ermanarik   | Visigoter                  | Tiltvang sig ophold i Romerriget 377 (efter Ermanariks død)                |
| 3      | Goter under Radagaisus       | Visigoter                  | Rykkede først mod vest. Invaderede forgæves Romerriget 405                 |
| 4      | Goter under Amal-familien    | Ostrogoter                 | Under hunnerne til Attilas død.                                            |
| 5      | Goter under Teoderik Strabo. | Ostrogoter                 | Frigjort fra hunnerne i 420'erne og bosat i Romerriget ("Thrakiske goter") |
| 6      | Tervinger (?) under Arimer.  | Forsvandt omkring 385      | Resterne af Athanariks tervinger i Karpater-området                        |
| 7      | Greutunger under Farnobius   | Opløst 377                 | Gik over Donau 377 og blev nedkæmpet af romerne                            |
| 8      | Greutunger under Odotheus    | Opløst efter 399           | Gik over Donau 386 og fik anvist land i Frygien                            |
| 9      | Goter under Bigelis          | Forsvandt efter 466        | Under hunnerne. Derefter forgæves invasion i Østriget                      |
| 10     | Goter underlagt Dengizich    | Forsvandt efter 468        | Under hunnerne. Deltog i hunnernes invasion af Østriget                    |
| 11     | Goter på Krim                | Forsvandt i 18. århundrede | Under lokale herskere. Indgik i lokalbefolkningen                          |
| 12     | Goter ved Azovske Hav        | Forsvandt i 6. århundrede  | Under lokale herskere. Indgik i lokalbefolkningen                          |

Skemaet viser tydeligt, at man ikke kan sætte lighedstegn tervinger=visigoter eller greutunger=ostrogoter. Disse gamle stammer indgik i nye kombinationer, og skemaet viser også, at der var andre goter end Athanariks tervinger og Ermanariks greutunger. Jordanes havde en politisk interesse i at fremstille Ermanarik som en mægtig konge, da han i overleveringerne var stamfader til ostrogoternes konger. Man kan imidlertid ikke historisk eller arkæologisk eftervise Jordanes påstand om et samlet greutungisk goterrige ved Sortehavet.

### Visigoterne
I årene efter fredsslutningen med romerne (382) forsvandt skillelinjerne mellem de to store gotiske grupper, der var bosat i romerriget (1-2). De stillede som aftalt tropper til Romerrigets krige, også i de interne opgør. Nedkæmpningen af oprøret mod kejser Theodosius i 394 kostede dyrt mandskabsmæssigt, og da de resterende soldater kom retur til Balkan i 395, gjorde de selv oprør under ledelse af Alarik. Truslen fra Alariks goter blev de følgende år holdt i skak af den vestromerske hær under Stilicho, men da han blev henrettet i 408 – på et tidspunkt hvor vandaler, alaner og sveber hærgede i Gallien – lå vejen til Italien åben. For goterne handlede det om at få jord og et indtægtsgrundlag, og ved deres tilstedeværelse i Italien kunne de lægge maksimalt pres på den vestromerske kejser Honorius. Da det ikke virkede efter hensigten, plyndrede de Rom i 410. Undervejs fik de tilslutning af mange af de goter, der var blevet soldater eller slaver i Italien efter Radagaisus' mislykkede invasion i 405-406 (Gruppe 3). Goterne fortsatte til Syditalien og derefter nordpå til Gallien og senere Spanien. I Spanien løb de i 415 tør for madvarer og var dermed modne til en aftale med romerne. Den kom i 418, hvor de fik anvist land i Garonne-dalen mellem Bordeaux og Toulouse. Hermed var det visigotiske rige grundlagt, og kongerne gik hurtigt i gang med at udvide dets areal. Visigoterne ekspanderede mod nord til floden Loire og mod syd ind i Spanien. De kunne imidlertid ikke klare sig i kampen mod det voksende frankiske rige, og efter et nederlag i 507 flyttede de hovedstaden til Spanien. Riget i Spanien bestod, indtil araberne invaderede halvøen i 711, og allerede i 716 havde de erobret størsteparten af det nuværende Spanien, hvor den gotiske identitet efterhånden forsvandt. Goternes ledere udgjorde en herskende overklasse, og fra omkring 575 blev det tilladt for dem at gifte sig ind i den lokale adel. Den arianske udgave af kristendommen blev udskiftet med den katolske, og omkring år 700 var det gotiske sprog forsvundet, bortset fra kongernes navne.

### Ostrogoterne
I 420'erne var en stor gotisk gruppe sluppet fri fra hunnerne og havde fået lov til at bosætte sig i Thrakien i det Østromerske rige. I 470'erne blev de ledet af Teoderik Strabo, som var officielt var i østromersk tjeneste, men som også havde sine egne dagsordener. Efter at de goter, der var ledet af Amal-familien, havde revet sig løs fra Attilas sønner i 460'erne, forsøgte kejser Zeno i Konstantinopel at spille de to grupper ud mod hinanden i 470'erne. Det lykkedes i første omgang, men efter at Teoderik Strabo var død i 481 og hans søn et par år senere, valgte de thrakiske goter at slutte sig til Amal-familiens goter, hvis leder også hed Teoderik.. Hermed var den ostrogotiske sammenslutning skabt, og der blev i 487 lavet en aftale med kejser Zeno om, at goterne skulle forsøge at få Italien – der blev regeret af den skiriske general Odoaker – tilbage under romersk herredømme. Dermed forlod de fleste goter det østromerske rige og drog vestpå. Teoderik var i spidsen for hæren, der var fulgt af kvinder og børn, og forlod Balkan i efteråret 488. Der blev kæmpet i Norditalien fra 489, og efter flere nederlag overgav Odoaker sig i marts 493 og blev myrdet 10 dage senere. Teoderiks styre i Italien blev anerkendt af den nye østromerske kejser Anastasius. Deres korrespondance tyder på, at Teoderik opfattede sig som en ligeværdig medkejser, hvorimod den østromerske opfattelse altid var, at kejseren i Konstantinopel var den øverste. Teoderik udbyggede de følgende år sin magt, og fra 511 regerede han ikke blot over Italien, men også over det visigotiske rige (på vegne af den mindreårige konge) og provinser på Balkan. Desuden havde han gjort vandaler og burgunder til vasaller og havde dermed næsten genskabt det vestromerske rige. Vandalerne gjorde sig imidlertid uafhængige i begyndelsen af 520'erne, og da Teoderik døde i 526 og blev efterfulgt af sin mindreårige sønnesøn, begyndte riget at falde fra hinanden. Frankerne undertvang burgunderne, visigoterne blev selvstændige igen, og kejser Justinian i Konstantinopel forlangte at blive anerkendt som regent i Italien. Da goterne nægtede, sendte kejseren sin general Belisarius til Italien med en hær og en flåde i 535. Krigen mellem goter og østromere blev en lang og blodig affære, der først sluttede i 561, da de sidste goter opgav kampen. De gotiske ledere og krigere var blevet dræbt eller var i slaveri, og efter 561 var der ikke længere ostrogoter nok i Italien til af opretholde en gotisk identitet.

## Kultur

### Sprog
Det gotiske sprog indgår i den indoeuropæiske sprogæt som et af de germanske sprog. De germanske sprog kan deles op i vest-, nord- og østgermansk, og gotisk hører til sidstnævnte gruppe. De østgermanske sprog omfattede foruden gotisk også vandalsk og burgundisk. Alle tre østgermanske sprog er nu uddøde.
På trods af at det er uddødt, ved man meget om det gotiske sprog. Det skyldes, at goternes første biskop, Wulfila, i det fjerde århundrede oversatte bibelen til gotisk. Hans bibel er bevaret i afskrifter, hvoraf den berømteste, Codex Argenteus ("Sølvbibelen") findes i Uppsala. Wulfila var søn af romerske borgere, som var blevet taget til fange af goterne i det 3. århundrede og slæbt med til området nord for Donau. I kraft af sit kendskab til både gotisk, græsk og latin var han i stand til af løfte den store opgave, det var, at oversætte bibelen.
Det gotiske sprog havde sin største udbredelse fra det tredje til det femte århundrede, hvor goterne færdedes over store dele af Europa. Den hunniske kong Attila, der regerede over adskillige folkeslag, gjorde gotisk til det fælles sprog ved sit hof. Man ved faktisk ikke, hvad Attila egentlig hed på hunnisk, for det navn, vi kender ham under, er gotisk og betyder "lillefar". Da ostrogoternes rige blev udslettet i det sjette århundrede, forsvandt gotisk fra Italien. Sproget blev derefter stadig talt blandt visigoterne i Spanien, men i takt med at de giftede sig ind i lokale familier, kom det under pres. Dets funktion som kirkesprog forsvandt, da goterne officielt skiftede fra af være arianere til katolikker i 589.
Blandt de tilbageblevne goter ved Sortehavet var der en lille del, som boede på halvøen Krim. Helt frem til slutningen af det 18. århundrede har man derfra efterretninger om folk, der talte et gotisk sprog ("Krimgotisk"). Ogier Ghiselin de Busbecq, der var gesandt for den habsburgske kejser Ferdinand 1. ved det Osmanniske hof, nedskrev i perioden 1560-1562 de eneste bevarede eksempler på sproget.

### Religion
Frem til det fjerde århundrede dyrkede goterne den germanske religion med dens asetro centreret omkring guden Tyr. Den romerske kejser Constantius II brugte religiøs mission til at få indflydelse på tervingerne, og det var ham, der sponsorerede udsendelsen af Wulfila i 340'erne til området nord for Donau – i første omgang for at udbrede troen blandt efterkommerne af tilfangetagne romere, hvoraf mange i forvejen var kristne. De tervingiske goter modsatte sig denne missionsvirksomhed, og Wulfila og mange af hans trosfæller blev i 347/348 forvist og sendt til Romerriget. Der var stadig kristne tilbage nord for Donau, men da tervingerne og romerne indgik en ny traktat i 369, forsvandt beskyttelsen af de kristne, og tervingerne forfulgte de tilbageblevne. De goter, der i 376 fik lov til at bosætte sig i Romerriget, måtte gå med til at lade sig kristne, hvilket understreger religionens betydning i samspillet mellem goter og romere.
Wulfila brugte tiden efter 348 til at oversætte bibelen til gotisk med et tegnsæt, han selv havde udviklet. Wulfila prædikede den opfattelse af kristendommen, der var gældende i Romerriget i hans samtid. Da den nikæiske trosbendelse senere i århundredet blev basis for kristendommen, gjorde det ikke indtryk på goterne, og deres kristendom kom til at stå som en særlig gren, arianismen; forskellen på de to grene af kristendommen blev ofte brugt politisk af goternes modstandere.
Ostrogoterne holdt fast i deres arianske tro til det sidste, mens visigoterne forsøgte at tilpasse troen til den lokale, katolske form. Først blev der holdt en synode i Toledo i 580, hvor Faderen og Sønnen blev sidestillet, men hvor Helligånden stadig havde inferiør betydning. Efter at kong Leovigild i 586 var blevet afløst af sin søn Rekkared 1., tog den nye konge skridtet fuldt ud og fik i 589 indkaldt en ny synode i Toledo, hvor goternes omvendelse til katolicismen blev gennemført.

### Kunst
I den gotiske Chernjachovkultur kan man observere overgangen fra lokal produktion til en produktion i stor stil af en række emner: Glasvarer, lervarer, kamme og skåle. Nogle af disse brugsting havde også kunstneriske kvaliteter, blandt andet brocherne til kvindedragterne. Produktionen af glasvarer i Chernjachovkulturen begyndte i det 4. århundrede, og de er genfundet i udgravninger i hele den germanske del af Europa, også i stort tal i Danmark. Skåle og især brocher af sølv blev fremstillet fra det fjerde århundrede, og i stadig mere kunstfærdige udformninger.
Da hunnerne undertvang det område, hvor den gotiske fremstillingsvirksomhed var baseret, blev guld en vigtig ingrediens i kunsthåndværket, fordi hunnerne havde rigelig adgang til dette metal. Både hos romerne og hunnerne var ørnen et symbol på magt, og denne fugl blev et yndet motiv i produktionen af brocher. Såvel visigoter som ostrogoter fremstillede brocher med ørnemotiv, og fra slutningen af det 5. århundrede har man fundet dem i visigotiske grave i det nordlige Spanien. I det sjette århundrede nåede produktionen af brocher i Spanien sit kunstneriske højdepunkt i form af guldbrocher med indlæg af ædelstene. 

## Eftermæle
Selv om goterne og deres riger forsvandt, da araberne erobrede deres sidste tilholdssteder i 716, blev mindet om goterne stående. I Italien afløste betegnelsen "gotisk" til en vis grad "barbarisk", når talen faldt på noget fremmed, ubehageligt eller primitivt. Den elegante og himmelstræbende gotiske byggestil blev oprindeligt omtalt som Opus Francigenum ("Fransk arbejde"). I den italienske renæssance ønskede mange imidlertid en tilbagevending til klassicismens tempelstil, og den nye byggemåde blev lagt for had og omtalt som "gotisk". I England betød "gotisk" også noget utiltalende, og det britiske tidsskrift Notes and Queries forklarede sagen således:
| Citat | Der kan ikke være tvivl om, at udtrykket "gotisk", om de spidse former for kirkelig arkitektur, i begyndelsen blev anvendt nedsættende og spottende af dem, der havde ambitioner om at efterligne og genoplive den græske arkitektur, efter genopdagelsen af den klassiske litteratur. Autoriteter som Christopher Wren deltog i nedgørelsen af den gamle middelalderlige stil, som de kaldte gotisk, som synonym på alt hvad der var barbarisk og vulgært. | Citat |
|       | |       |

Begrebet "gotisk skrift" er et andet offer for goternes dårlige rygte i eftertiden. I Italien syntes man, at denne skrift, udviklet i Nordfrankrig og Nederlandene i det 12. århundrede, så barbarisk ud, så man begyndte i det 15. århundrede at omtale den som gotisk skrift.
Senere har begrebet "gotisk" fået mere klang af uhygge og sortsyn, for eksempel i gotisk fiktion, gotisk metal og subkulturen goth.
Henvisningen til goterne blev imidlertid også brugt i mere prestigefulde sammenhænge. Da kirkemødet i Basel blev indledt, plæderede biskop Niels af Uppsala i 1434 for, at han skulle have en af de bedste pladser, fordi hans konge (unionskongen Erik af Pommern) repræsenterede goterne, hvorefter han opremsede goternes mange bedrifter. Han fik nu ikke en bedre plads af den grund.
Både den svenske og den danske konge titulerede sig som "goternes konge", den danske konge efter erobringen af Gotland i 1361. Selv om svenskerne fik Gotland tilbage ved freden i Brømsebro i 1645, holdt navnet ved, og det forsvandt først, da Frederik 9. døde i 1972. Det svenske kongehus holdt op med at bruge titlen året efter, da Gustav 6. Adolf døde.

## Historiske kilder
- Den romerske embedsmand og historiker Tacitus udgav i 98 bogen Germania, hvor de germanske stammer – herunder goterne – bliver omtalt.
- Den græske officer og historiker Dexippus beskrev kampene mod goterne i det 3. århundrede, og nogle af hans værker findes i fragmenter.
- Den romerske officer Ammianus Marcellinus skrev i 380'erne et værk i 31 bind om Romerrigets historie, hvoraf de sidste 18 bind (årene 353-378) er bevaret. Bøgerne er nogle af de bedste kilder til goternes historie.
- Den gallo-romerske aristokrat Sidonius Apollinaris, der levede cirka 430-489, førte en omfattende korrespondance, der giver et levende indblik i periodens visigotiske historie.
- Historikeren Zosimus skrev i perioden 498-518 værket Historia Nova, som omtaler begivenheder indtil 410. Zosimos og fragmenterne fra flere andre historikere (som f.eks. Olympiodoros af Theben) eller skriftet Consularia Constantinopolitana giver kun løsrevne indblik i goternes historie.
- Den romerske embedsmand og historiker Cassiodorus - ansat ved det ostrogotiske hof - skrev i 526-533 et værk om goternes historie. Det er siden gået tabt, men var udgangspunkt for Jordanes' historieskrivning.
- Jordanes var embedsmand og historiker af gotisk-romersk afstamning og afsluttede sit værk om goterne, De origine actibusque Getarum, i Konstantinopel i 551. På det tidspunkt stod det klart, at det ostrogotiske rige var ved at gå under, og Jordanes fortalte historien fra en romersk synsvinkel. Jordanes beskrev goterne gennem 2.030 år, og senere historikere har haft svært ved at skille digt fra fakta i hans beretning.
- Historikeren Prokopios af Caesarea, der levede cirka 500-565, har en detaljeret beretning om kejser Justinians krige mod goterne.
- Biskop Isidor af Sevilla, der levede cirka 560-636, skrev værket Historia de regibus Gothorum, Vandalorum et Suevorum, hvor han blandt andet beskriver goternes historie fra 265 til 624 med hovedvægt på det visigotiske rige i Spanien.
- Man har også bevaret en række lovtekster fra de to gotiske kongeriger, blandt andet Lex Visigothorum.